# Rubin

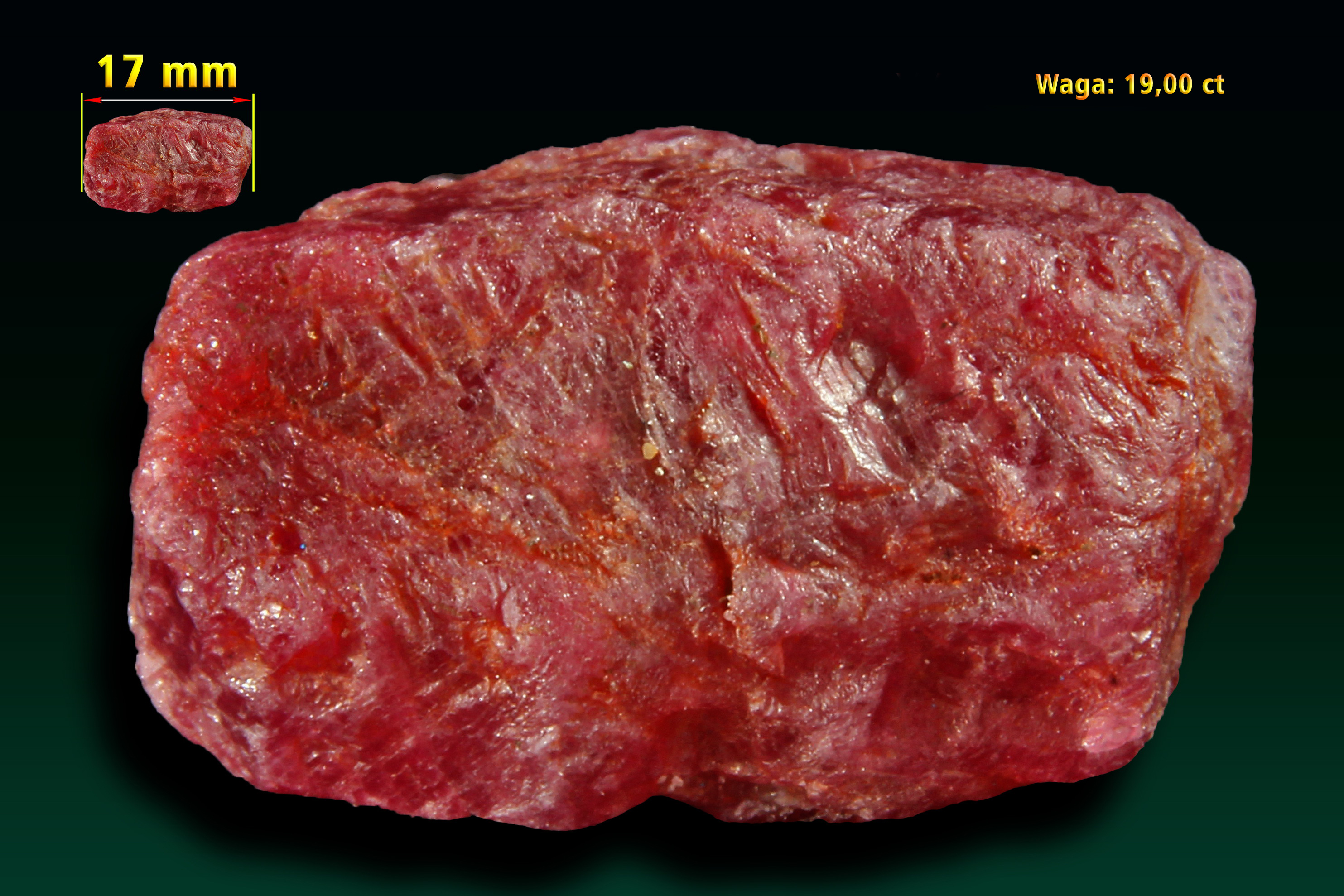
Rubin (korund) - Budhipada, Mysore, Karnataka, Indie.

Rubin – kamień szlachetny o barwie od różowawo-czerwonej do krwistoczerwonej, odmiana korundu, chemicznie tritlenek diglinu. Jego nazwa pochodzi od czerwonej barwy (z łac. rubens).

## Właściwości

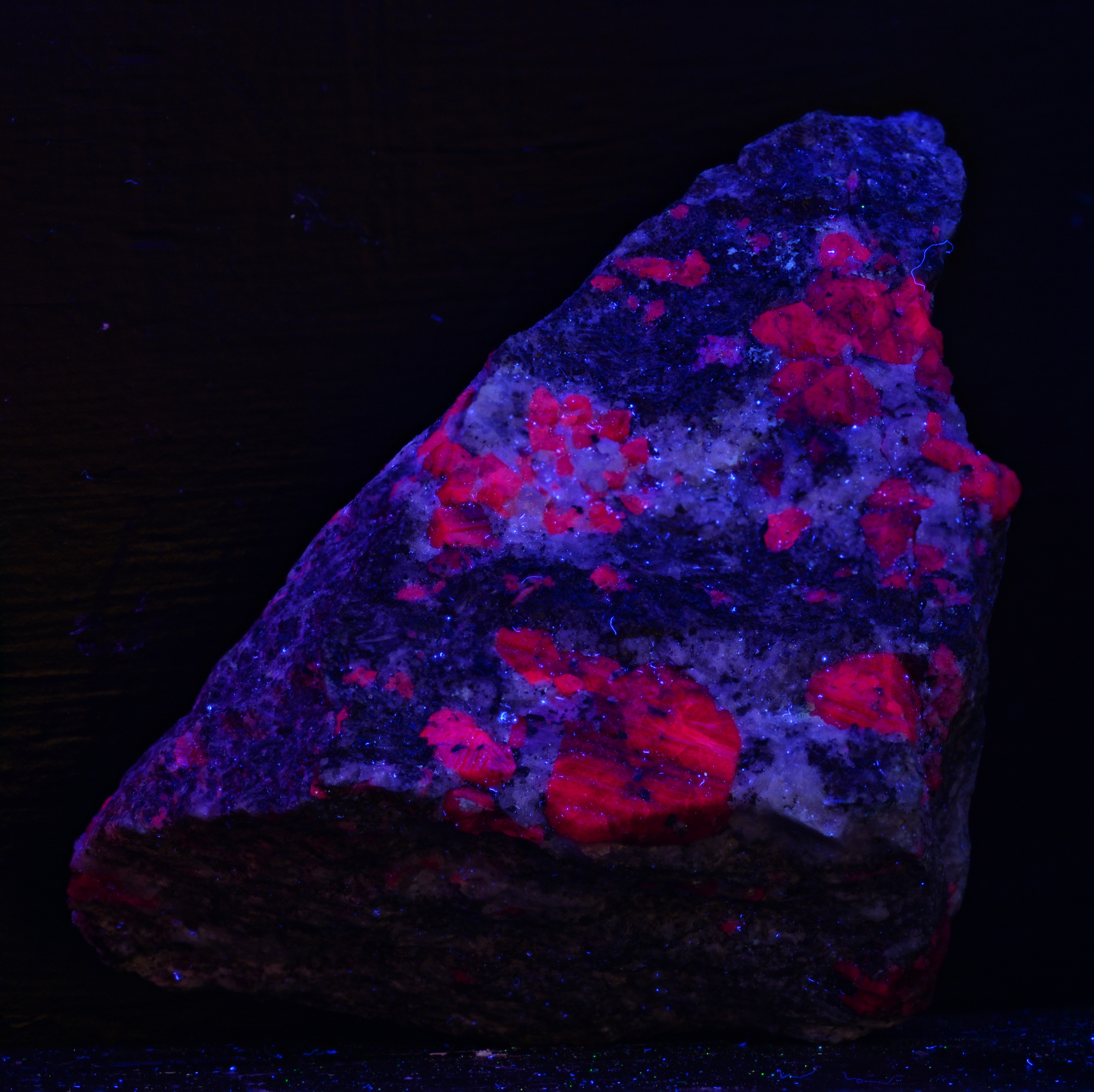
Fluorescencja rubinu

Widmo UV-VIS i IR rubinu. Widoczne są dwa silne i szerokie pasma absorpcyjne przy 420 nm (barwa fioletowa) 550 nm (barwa zielona) oraz wąskie, słabe pasmo absorpcyjne przy długości fali 694 nm (barwa czerwona)

Rubin, będąc odmianą korundu (Al
2O
3), ma jego podstawowe własności fizyczne i chemiczne. Czysty korund jest bezbarwny, czerwony kolor rubinu jest wynikiem zastąpienia niektórych jonów glinu jonami chromu (Cr3+
). Wokół jonów chromu poziomy energetyczne ulegają modyfikacji w wyniku czego silnie absorbują światło w dwóch szerokich pasmach o maksimach przy 420 nm (barwa fioletowa) 550 nm (barwa zielona). Zawartość Cr
2O
3 na poziomie 0,05% nadaje kryształom barwę różową; takie rubiny wykorzystywane są w laserach. Rubiny o silnie czerwonej barwie i przeznaczeniu jubilerskim zawierają Cr
2O
3 w ilości o ok. rząd wielkości większej. 
Rubin pochłaniając światło fioletowe lub zielone (420 i 550 nm), przechodzi w stan wzbudzony (odpowiednio 4F1 i 4F2), z których bezpromieniście może przejść na poziom energetyczny 2E, z którego następuje powrót do stanu podstawowego, połączony z emisją fali o długości 694,3 nm. Stan 2E jest metastabilny, elektron z tego stanu przechodzi do stanu podstawowego w wyniku emisji spontanicznej z średnim czasem życia około 3 milisekund. Czas ten odpowiada za fluorescencję rubinu.
Minerał wykształca kryształy słupkowe lub tabliczkowe, wrosłe i narosłe, rzadko igiełkowe, występuje w skupieniach zbitych, masywnych i ziarnistych. Mimo że może w nim występować oddzielność, nie wykazuje łupliwości. Jest minerałem kruchym, przezroczystym do nieprzezroczystego; nieoszlifowany ma mglisty i tłusty połysk. Po oszlifowaniu nabiera połysku niemal diamentowego. Nie jest radioaktywny ani nie wykazuje luminescencji.
Obecność żelaza w kamieniach powoduje powstanie brązowawego odcienia, a wanadu - purpurową. Barwę w rubinach gorszej jakości można „poprawić”, podgrzewając je. Najbardziej pożądanym w jubilerstwie kolorem jest „kolor gołębiej krwi”, czerwień z niebieskawym odcieniem. W rubinach często występują inkluzje, niektóre są charakterystyczne dla złoża, z którego pochodzą. Wrostki rutylu wywołują tzw. „jedwabisty połysk” (efekt delikatnej migotliwości), a przy odpowiednim szlifie efekt kociego oka lub asteryzm. Wykazuje silny żółtoczerwony lub ciemnoczerwony pleochroizm oraz silną czerwoną lub karminowoczerwoną fluorescencję. 
Przy obróbce kamieni stosuje się szlif fasetkowy, schodkowy lub brylantowy, a dla okazów nieprzezroczystych, zwłaszcza wykazujących asteryzm – kaboszonowy.

## Występowanie

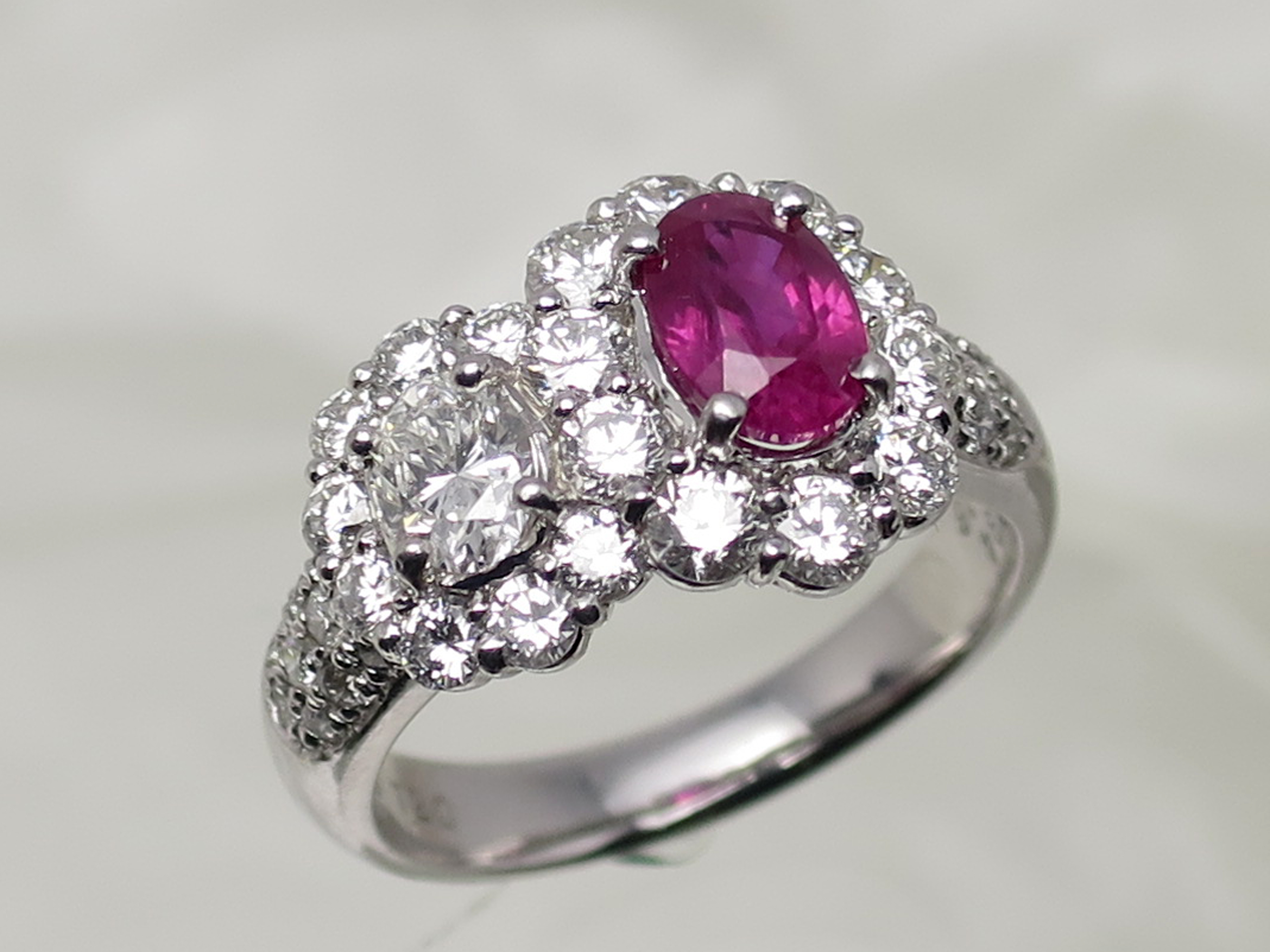
Pierścionek z rubinem

Kryształy rubinu wykształcają się zwykle w zdolomityzowanych marmurach, gnejsach, skałach magmowych, okruchowych, amfibolitach lub bazaltach. Udział rubinów jest w takich złożach stosunkowo niewielki, stąd też kamienie te pozyskuje się zwykle ze złóż aluwialnych – oddzielając je od piasków lub żwirów metodą płukania, a następnie sortując ręcznie. Współwystępuje najczęściej z pargasytem, zoisytem, kalcytem, pirytem, fuchsytem, muskowitem, painitem, szafirem i flogopitem.
Znaczące złoża rubinów znajdują się w Mjanmie, w okolicach Mogoku, w Tajlandii koło Chanthaburi, w Sri Lance w regionie Ratnapura i na północy Tanzanii. Mniejsze skupiska kamieni znajdują się także w Afganistanie, w Australii w stanach Queensland oraz Nowa Południowa Walia, w Brazylii, na Grenlandii, w Indiach, Kambodży, Kenii, na Madagaskarze, w Malawi, Nepalu, Norwegii, Pakistanie, Tadżykistanie, Stanach Zjednoczonych w Montanie i Karolinie Północnej oraz w Szwajcarii w kantonie Ticino, w Wietnamie i w Zimbabwe.
W Polsce występują na Dolnym Śląsku, w Sudetach – ich wystąpienie stwierdzono m.in. w eklogitach amfibolowych z Bystrzycy Górnej w Górach Sowich. W 2021 roku opisano występowanie niewielkich ziaren rubinu w okolicach Sławniowic (powiat nyski, województwo opolskie) w aluwiach potoku Maruszka (dopływ Mory), przecinającego złoże marmurów sławniowickich.

## Rubiny syntetyczne
Rubin w XIX w. był bardzo cenny, podejmowano próby wytworzenia sztucznych rubinów, w 1837 r. francuski chemik Marc Antoine Auguste Gaudin wytworzył kilka syntetycznych rubinów, ale mimo kolejnych prób nie udało mu się wytworzyć rubinów o wartości jubilerskiej. Około 1885 r. zauważono, że niektóre sprzedawane tanio rubiny, zwane weneckimi, nie są naturalne, sposób ich wytworzenia nie jest do końca poznany. W 1877 r. francuski chemik Edmond Frémy opisał wytworzenie drobnych rubinów w wyniku ogrzewania tlenku glinu rozpuszczonego w tlenku ołowiu.

### Metoda Verneuila
Od 1891 roku francuski chemik Auguste Victor Louis Verneuil, pracował nad procesem, w którym ostatecznie wytworzył rubiny o wartości handlowej. Jego asystent wystawił syntetyczne rubiny w 1900 roku na Wystawie światowej w Paryżu, gdzie były dość popularne. Uzyskiwał kryształy o wadze 12–15 karatów (2,5–3 g); kamienie były z grubsza kuliste, o średnicy do 6 mm.
Dopiero w 1902 r. Verneuil ogłosił metodę produkowania syntetycznych rubinów na skalę przemysłową, nazwaną później metodą Verneuila. Polega ona na powolnym dozowaniu rozdrobnionego tritlenku diglinu z dodatkiem tlenku chromu na płomień odwróconego palnika wodorowo-tlenowego. Proszek ulega stopieniu, po czym osiada i zestala się na podstawce poniżej. Zanim Verneuil zmarł w wieku 57 lat w 1913 r., proces, który wynalazł, pozwolił na produkowanie 10 milionów karatów (2000 kg) rubinów rocznie.
Do lat 40. XX w. w ten sposób możliwe było uzyskiwanie kryształów o masie do 750 karatów, jednak standardowo proces przerywano, gdy uzyska się masę 300–400 karatów, co zajmuje ok. 4 godzin.
Metoda Verneuila była doskonalona, między innymi w latach 40. XX w. w Linde Division of Union Carbine Corporation, udoskonalono proces uzyskując pręty rubinowe o długości do 750 mm.

### Metoda Czochralskiego
W 1918 r. Jan Czochralski opracował wytwarzanie rubinów przez wyciąganie zarodka. Uzyskiwane tą metodą kryształy mają jednak szklisty wygląd i są wykorzystywane głównie do celów technicznych.

### Metoda hydrotermalna
Prace w Bell Telephone Company doprowadziły w 1958 r. do opracowania metody wytwarzania rubinów naśladującej naturalne warunki tworzenia się rubinów w głębi Ziemi. W metodzie tej, zwanej hydrotermalną, tygiel wypełniony materiałem tworzącym rubin, topnikami i wodą, podgrzewa się pod wysokim ciśnieniem, składniki tworzące rubin rozpuszczają się w wodzie. Bardzo powolne obniżanie temperatury powoduje tworzenie się kryształów rubinu. Kryształy uzyskiwane tą metodą są uważane za najlepsze i najdokładniej naśladujące naturalne kryształy.

### Metoda topnikowa
Kolejną sposobem wytwarzania rubinów jest metoda topnikowa. Sam Al
2O
3 ma bardzo wysoką temperaturę topnienia, >2000 °C, co sprawia, że techniki wymagające jego stopienia są kosztowne. Można jednak rozpuścić go w substancjach (topnikach) topiących się już w ok. 800 °C. Do tego celu wykorzystywany jest tlenek litu (Li
2O), tlenek molibdenu(VI) (MoO
3) lub fluorek ołowiu(II) (PbF
2). Proces prowadzi się zwykle w temperaturze >1200 °C, aby uzyskać kryształy wyższej jakości, a trwa on 3–12 miesięcy. Następnie topnik może zostać wylany, pozostawiając w naczyniu kryształy rubinu, lub powoli schłodzony, a po zestaleniu usunięty przez rozkruszenie lub roztworzenie w kwasie.

### Podsumowanie
W XXI w. do wytwarzania rubinów stosuje się różne metody. Najpowszechniej stosowana jest metoda fuzji płomieniowej, a uzyskane tą metodą kryształy są najtańsze. Są one stosowane głównie w technice jako łożyska i do wytwarzania najtańszej biżuterii. Rubiny produkowane metodą Czochralskiego są stosowane do wytwarzania laserów.  Metoda topnikowa stosowana jest do wytwarzania kryształów do droższej biżuterii. Najdroższa jest metoda hydrotermalna, stosowana jest do wytwarzania dużych kryształów bez naprężeń.

## Zastosowanie
Rubin ze względu na swoje właściwości jest szeroko wykorzystywany w jubilerstwie, przy wyrobie naszyjników oraz jako kamień w pierścionkach i wisiorkach. Rubiny syntetyczne wykorzystuje się w zegarmistrzostwie oraz do produkcji laserów rubinowych.